# Grammodes marwitzi
Grammodes marwitzi là một loài bướm đêm trong họ Erebidae.